# Erodium aguilellae
Erodium aguilellae là một loài thực vật có hoa trong họ Mỏ hạc. Loài này được López Udias, Fabregat & G.Mateo mô tả khoa học đầu tiên năm 1998.